# Понте ала Пјера (Арецо)
Понте ала Пјера је насеље у Италији у округу Арецо, региону Тоскана.
Према процени из 2011. у насељу је живело 87 становника. Насеље се налази на надморској висини од 541 м.